# Jerzy Przybył
Jerzy Przybył, pseudonim Jan Pol (ur. 13 marca 1943 w Pomianach k. Kępna) – polski malarz, grafik i rzeźbiarz. We wrześniu 1981 roku wraz z rodziną wyjechał z Polski i osiedlił się w Szwecji, gdzie mieszka do dziś.

## Życiorys
Ukończył studia (1962-1968) na katowickim oddziale Akademii Sztuk Pięknych w Krakowie. Jego twórczość w dużej mierze inspirowana jest mitologią, wcześniej nordycką, w późniejszym okresie również słowiańską. Maluje głównie na papierze, posługując się różnorodnymi technikami: temperą, gwaszem, akrylem, olejem. Artysta jest autorem projektu przestrzennego osiedla Midgård w szwedzkim miasteczku Västervik oraz autorem monumentalnych rzeźb na Górze tańczącego Olbrzyma Garpe w położonym nieopodal Gamleby. Jest również ilustratorem Mitologii Słowiańskiej - Księgi Tura, napisanej przez Czesława Białczyńskiego.
Swoje prace wystawiał w wielu krajach, między innymi w Polsce, Szwecji, Austrii, Stanach Zjednoczonych, Finlandii i Kanadzie.